# 天津农村商业银行
天津農村商業銀行股份有限公司（間稱：天津農商銀行，縮寫：TRCBank），成立于2010年6月30日，是經中國銀監會批准，引進外部投資設立的省級股份合作制地方金融機構，並且是天津市最大的一家地方性總部商業銀行。在英國《銀行家》雜志公布的2016年全球銀行1000強排名中，位居第307位。

## 曆史沿革
- 1952年，天津市農村信用社成立。
- 2000年9月22日，天津市農村信用合作社聯合社成立。
- 2005年6月，12家統一法人的天津各區縣信用行社先後成立。
- 2005年7月3日，全國第一家省級農村合作銀行——天津農村合作銀行正式成立。
- 2007年，原塘沽、漢沽、大港三家行社組建了天津濱海農村商業銀行。
- 2008年，天津農商銀行的組建工作啓動，被列入“天津市第二批金融改革創新20項重點工作計劃”。
- 2010年6月30日，在天津農村合作銀行和天津東麗農村合作銀行、天津津南農村合作銀行、天津西青農村合作銀行、天津北辰農村合作銀行、天津市武清區農村信用合作聯社、天津市寶坻區農村信用合作聯社、天津市薊縣農村信用合作聯社、天津市靜海縣農村信用合作聯社、天津市甯河縣農村信用合作聯社改制重組基礎上成立天津農商銀行[4]，注冊資本爲70億元。

2018年5月26日14时许，天津农村商业银行的党委书记、董事长殷金宝在办公室割腕身亡，媒体报道与其在天津滨海农村商业银行旧案有关。

## 業務發展
截至2016年末，全行總資産達到3037.61億元，同比增長18.82%；各項存款余額2139.2億元，增長13.3%；各項貸款余額1375.6億元，增長10.1%；利潤總額34.24億元。在中國銀監會監管評級中，被評爲二級行；現有5953名員工，下轄約500個網點，ATM布放總量約800台。

## 醜聞、糾紛、訴訟

### 董事长割腕自杀
2018年5月26日14时许，调任天津农村商业银行的党委书记、董事长的天津滨海农村商业银行原殷金宝在其办公室内割腕自杀身亡，媒体报道与其在天津滨海农村商业银行旧案被揭盖有关。

### 行长受贿被提起公诉
2019年4月，天津农商行原行长白平涉嫌受贿罪被公诉，已天津农商行原党委副书记、行长白平涉嫌受贿罪，在退休4年半后由天津市人民检察院第二分院依法向天津市第二中级人民法院提起公诉。